# 沙口站 (武汉地铁)
沙口站位于中华人民共和国湖北省武汉市黄陂区，是武汉地铁阳逻线的地铁车站。

## 车站结构
车站位于汉施公路和南北向规划道路十字交叉路口东侧，站位东北侧为胡家墩居民区，为高架三层侧式站台车站,其中二层为站厅层、三层为站台层。车站总长142.8m，车站总宽23m，车站建筑高度23.9m（相对高度）。主体结构采用纯框架结构的建-桥合一的结构型式，预应力混凝土悬臂梁最大悬臂长度8m，纵向主要柱距12m，横向柱距7m。

### 楼层分布
| 地上三层 | 侧式站台，右侧开门 | 侧式站台，右侧开门                   | 侧式站台，右侧开门 | 侧式站台，右侧开门 |
|          |                    | █ 阳逻线 往后湖大道（武湖）          |                    |                    |
|          |                    | █ 阳逻线 往金台（军民村）            |                    |                    |
|          | 侧式站台，右侧开门 |                                      |                    |                    |
| 地上二层 | 站厅               | 售票机、客服中心、武漢通充值、洗手間 |                    |                    |
| 地面     | 地面               | 出入口                               |                    |                    |

### 车站出口
|                                                 |      |      |  |
| 出口編號                                        | 設施 | 照片 |  |
| A                                               |      |      |  |
| B                                               |      |      |  |
| C                                               |      |      |  |
| D                                               |      |      |  |
| 注： 設有升降機 \| 設有輪椅升降台 \| 設有洗手間 |      |      |  |

## 鄰近地點
武汉市农业科学研究所、沙口新家园等

### 内部链接
- 武汉地铁车站列表